# Atletica leggera ai Giochi della XI Olimpiade - Lancio del disco femminile

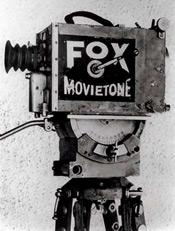
Video della gara (durata: 2'32")

La competizione del lancio del disco femminile di atletica leggera ai Giochi della XI Olimpiade si è disputata il giorno 4 agosto 1936 allo Stadio Olimpico di Berlino.

## L'eccellenza mondiale
| Vincitrice dei IV Giochi mondiali | 43,795     | Jadwiga Wajs      | Presente |
| Primatista mondiale               | 48,31 1936 | Gisela Mauermayer | Presente |
| Seconda atleta al mondo           | 44,60 1933 | Jadwiga Wajs      | Presente |

1. ↑  L'11 luglio.
2. ↑  Mancano i suoi risultati nei primi sette mesi dell'anno solare 1936 (da gennaio a luglio).

## Risultati
Le 19 atlete iscritte sono ammesse direttamente alla finale.

### Finale
Gisela Mauermayer si presenta ai Giochi con sette primati mondiali all'attivo: in un anno ha portato il record da 44,76 (1935) a 48,31 (11 luglio 1936). È la chiara favorita.

Al primo turno di finale la polacca Wajs, ex primatista mondiale, esegue un buon lancio a 44,69, poi la Mauermayer uccide la gara con un lancio a 47,63: nuovo record olimpico. Tra le avversarie, nessun'altra tocca i 40 metri.

Nei turni successivi la tedesca si riposa con lanci attorno ai 41 metri. Anche la Wajs non è minacciata da nessuno. Cerca di attaccare la prima posizione, giunge ad un ottimo 46,22 (record personale), poi si spegne. Negli due turni finali la Mauermayer si impegna e infila due lanci sopra i 43,50 metri.
| Pos.    | Atleta                | Età | Nazione        | Misura | Lanci di finale | Lanci di finale | Lanci di finale | Lanci di finale | Lanci di finale | Lanci di finale |
| Pos.    | Atleta                | Età | Nazione        | Misura | 1°              | 2°              | 3°              | 4°              | 5°              | 6°              |
| ------- | --------------------- | --- | -------------- | ------ | --------------- | --------------- | --------------- | --------------- | --------------- | --------------- |
| Oro     | Gisela Mauermayer     | 22  | Germania       | 47,63  | 47,63           | 41,64           | 40,70           | 36,27           | 43,54           | 44,36           |
| Argento | Jadwiga Wajs          | 24  | Polonia        | 46,22  | 44,69           | 31,99           | 46,22           | 43,36           | n               | 42,89           |
| Bronzo  | Paula Mollenhauer     | 27  | Germania       | 39,80  | 38,59           | 37,45           | 33,27           | 35,82           | n               | 39,80           |
| 4       | Ko Nakamura-Yoshino   | 16  | Giappone       | 38,24  | 35,84           | 37,21           | 38,24           | 31,29           | 32,73           | 37,87           |
| 5       | Hide Mineshima        | 20  | Giappone       | 37,35  | 37,04           | 37,35           | 35,25           | 35,73           | 32,72           | 33,98           |
| 6       | Birgit Lundström      | 24  | Svezia         | 35,92  | 35,82           | 33,97           | 31,84           | 35,92           | 31,33           | 34,42           |
| 7       | Ans Panhorst-Niesink  | 17  | Paesi Bassi    | 35,21  | 34,03           | 35,21           | 32,64           |                 |                 |                 |
| 8       | Gertrude Wilhelmsen   | 23  | Stati Uniti    | 34,43  | 33,68           | 34,43           | n               |                 |                 |                 |
| 9       | Helen Stephens        | 18  | Stati Uniti    | 34,33  | 34,33           | 31,58           | 32,76           |                 |                 |                 |
| 10      | Gabre Gabric          | 18  | Italia         | 34,31  | 27,09           | 34,31           | 28,64           |                 |                 |                 |
| 11      | Margarethe Held       | 25  | Austria        | 34,05  | n               | 33,15           | 34,05           |                 |                 |                 |
| 12      | Margaréta Schieferová | 22  | Cecoslovacchia | 34,03  | n               | 34,03           | n               |                 |                 |                 |
| 13      | Veronika Kohlbach     | 30  | Austria        | 34,00  | 34,00           | 33,68           | 31,86           |                 |                 |                 |
| 14      | Lucienne Velu         | 34  | Francia        | 33,95  | 29,92           | 29,51           | 33,95           |                 |                 |                 |
| 15      | Fumi Kojima           | 19  | Giappone       | 33,66  | 33,66           | 31,97           | 30,42           |                 |                 |                 |
| 16      | Tini Koopmans         | 24  | Paesi Bassi    | 33,50  | 30,03           | 33,50           | 33,20           |                 |                 |                 |
| 17      | Vera Neferović        | 27  | Jugoslavia     | 33,02  | n               | 33,02           | 27,67           |                 |                 |                 |
| 18      | Evelyn Ferrara        | 26  | Stati Uniti    | 32,52  | 29,50           | 32,52           | 31,07           |                 |                 |                 |
| 19      | Anna Hagemann         | 17  | Germania       | 28,48  | 28,48           | n               | n               |                 |                 |                 |